# Pasirdurung
Pasirdurung is een bestuurslaag in het regentschap Pandeglang van de provincie Banten, Indonesië. Pasirdurung telt 1930 inwoners (volkstelling 2010).